# Government shutdown

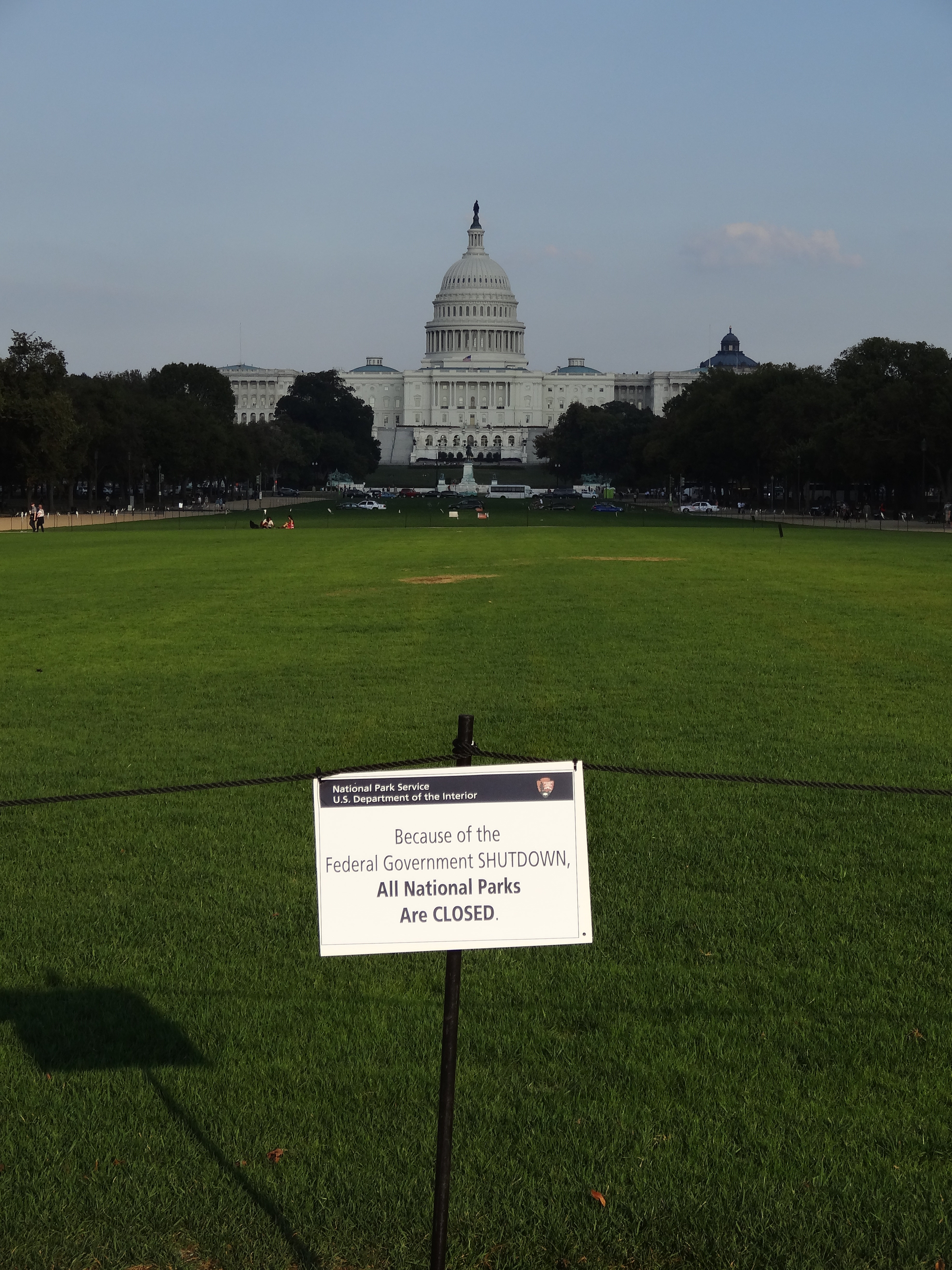
Een bord dat aangeeft dat alle nationale parken vanwege de government shutdown gesloten zijn

Een government shutdown is in de Amerikaanse politiek de situatie dat overheidsdiensten grotendeels worden stilgelegd omdat het fiscale jaar is afgelopen en er nog geen nieuwe begroting is goedgekeurd. Dit kan zowel op federaal niveau gebeuren als op deelstaatsniveau.

## Oorzaken
De oorzaak is meestal een politiek conflict tussen de uitvoerende macht (president of gouverneur) en het parlement, waarbij het parlement als stok achter de deur de goedkeuring onthoudt aan de voorgestelde begroting. Dit gebeurt vooral wanneer de partij van de president niet de meerderheid in de Senaat of het Huis van Afgevaardigden heeft. Wanneer dan het nieuwe jaar ingaat zonder goedgekeurde begroting, kunnen alleen de essentiële overheidsdiensten en de diensten waar anderszins wél geld voor is toegekend nog blijven functioneren. Dit kan ertoe leiden dat ambtenaren met onbetaald verlof (furlough) moeten worden gestuurd, of dat ze gevraagd worden te werken zonder dat duidelijk is wanneer ze betaald zullen worden.

## Impact
Bij de overheid werken ruim twee miljoen mensen. Niet alle ambtenaren kunnen met verlof worden gestuurd, uitzonderingen zijn er voor essentiële diensten, waaronder:
- Hulpverleners, waaronder actieve militairen, federale wetshandhavers, artsen en verpleegkundigen en luchtverkeersleiders. Het burgerpersoneel bij Defensie kan wel met verlof worden gestuurd;
- Bepaalde agentschappen gaan door, maar met een minimale personeelsbezetting, waaronder de National Weather Service,  het Army Corps of Engineers en onderdelen van NASA;
- De leden van het Amerikaanse Congres blijven aan het werk en krijgen hun salaris;
- Postbezorgers omdat de United States Postal Service geld ontvangt uit de postzegelverkoop en geen geld van het Congres. Hetzelfde geldt voor de Securities and Exchange Commission en de Federal Reserve.

## Overzicht van shutdowns
| Shutdown  | Aantal dagen | Personeel met verlof | President |
| --------- | ------------ | -------------------- | --------- |
| 1980      | 1            | 1600                 | Carter    |
| 1981      | 1            | 241.000              | Reagan    |
| 1984      | 1            | 500.000              | Reagan    |
| 1986      | 1            | 500.000              | Reagan    |
| 1990      | 3            | 2.800                | Bush sr.  |
| 1995      | 5            | 800.000              | Clinton   |
| 1996      | 21           | 284.000              | Clinton   |
| 2013      | 16           | 800.000              | Obama     |
| jan. 2018 | 3            | 692.900              | Trump     |
| 2018/19   | 35           | 380.000              | Trump     |

De eerste shutdown was in 1980, onder president Jimmy Carter. Het was voor een dag dat de Federal Trade Commission de deuren sloot omdat voor de financiering hiervan geen overeenstemming was bereikt. Zijn opvolger, Ronald Reagan, kreeg drie keer met een shutdown te maken. Onder George H.W. Bush was er een shutdown en tijdens het presidentschap van Bill Clinton twee: in 1995 en 1996.
In 2013 wenste het door Republikeinen beheerste Huis van Afgevaardigden minder geld vrij te maken voor de Affordable Care Act ('Obamacare') of de invoering daarvan vertraagde, terwijl de in meerderheid Democratische Senaat en de president daar niet mee akkoord wilden gaan. Deze shutdown duurde zestien dagen.
In januari 2018, toen president Trump precies een jaar aan macht was, konden de twee partijen in de Senaat geen overeenstemming bereiken over een nieuwe begroting en dit leidde in een shutdown. Deze begrotingscrisis was ideologisch geïnspireerd. De Democratische partij wilde dat de verblijfsvergunning van ± 700.000 "dreamers" (mensen die illegaal als kind de VS zijn binnengekomen, maar er gedoogd worden) verlengd moet worden, ook als die termijn in maart 2018 verloopt.
Op 22 december 2018 begon de tweede shutdown onder Trump. De Democraten gingen niet akkoord met een begroting waarin vijf miljard dollar was vrijgemaakt voor de bouw van een muur tussen de Verenigde Staten en Mexico. Op 25 januari 2019 kwam een einde aan de shutdown die 35 dagen duurde. De shutdown was de langste in de geschiedenis van de Verenigde Staten.